# (2024) McLaughlin
(2024) McLaughlin (1952 UR; 1938 WP; 1982 BX4) ist ein Asteroid des Hauptgürtels, der am 23. Oktober 1952 am Goethe-Link-Observatorium im Rahmen des Indiana Asteroid Program, das vom US-amerikanischen Astronom Frank K. Edmondson initiiert wurde, entdeckt wurde.

## Benennung
Der Asteroid wurde nach dem US-amerikanischen Astronomen Dean Benjamin McLaughlin (1901–1965) benannt.